# Gostynińska Wspólnota Samorządowa
Gostynińska Wspólnota Samorządowa (GWS) - stowarzyszenie, lokalna organizacja pozarządowa, działająca na polu samorządowym i charytatywnym, mająca siedzibę i funkcjonująca w Gostyninie.
Jest największym stowarzyszeniem, które działa na terenie powiatu gostynińskiego. Skupia ponad trzystu członków i dużą grupę sympatyków. Stowarzyszenie powstało w 1997 roku z inicjatywy obecnego burmistrza Gostynina Włodzimierza Śniecikowskiego, przy współudziale grupy mieszkańców miasta i powiatu.

## Członkowie i profil działania
W stowarzyszeniu działają ludzie czynni zawodowo, samorządowcy, nauczyciele, lekarze, prawnicy, pielęgniarki, rolnicy, przedsiębiorcy oraz przedstawiciele innych grup społecznych i zawodowych.
GWS działa głównie na polu lokalnej polityki. Ma przedstawicieli w Radzie Miasta Gostynina oraz Radzie Powiatu Gostynińskiego. Radną GWS jest m.in. Przewodnicząca Rady Miasta Gostynina Jolanta Syska-Szymczak. Ponadto stowarzyszenie skupia swoją uwagę na pomocy najuboższym z regionu, przekazując dary takie jak pożywienie, odzież, czy artykuły domowe.
Gostynińska Wspólnota Samorządowa wydaje gazetę "Głos Gostynina". Czasopismo przedstawia informacje na temat życia miasta i powiatu gostynińskiego. 

## Władze Stowarzyszenia
- Prezes Honorowy i Prezes Rady Programowej - Włodzimierz Śniecikowski
- Prezes Zarządu - Dariusz Lewandowski
- Wiceprezes Zarządu - Zbigniew Jakubaszek
- Sekretarz - Piotr Bombała
- Skarbnik - Andrzej Syska
- Członek Zarządu - Teresa Kiereś
- Członek Zarządu - Krzysztof Giziński